# 藤原美央子
藤原 美央子（ふじわら みおこ、4月12日 - ）は、日本の女性声優。ぷろだくしょんバオバブ所属。埼玉県出身。

## 人物
バオバブ学園（現：ビジュアル・スペース俳優養成所）9期生。
声優としては、吹き替え、アニメなどで活躍。
資格は普通自動車免許、書道三段。
特技はピアノ。趣味は音楽鑑賞。

## 出演

### テレビアニメ
1990年代
- YAT安心!宇宙旅行（1996年、生徒）
- ∀ガンダム（1999年、夫人B）

2000年代
- 幻想魔伝 最遊記（2000年、少年妖怪）
- スクライド（2001年、婦人警官）
- NARUTO -ナルト-（2005年、カゲロウ〈女〉）
- まほらば〜Heartful days（2005年、黒崎沙夜子）
- ゴルゴ13（2008年、娼婦）

### ゲーム
2000年代
- ブレイブナイト 〜リーヴェラント英雄伝〜（2002年、エドウィン＝ウェリア）
- 熱帯低気圧少女（2007年、深雪ぼたん）
- School Days L×H（2008年）

2020年代
- ファイナルファンタジーVII リメイク（2020年）

### ドラマCD
- 世界の果てで待っていて -天使の傷痕-（2010年、母親）

### 吹き替え

#### 映画
1999年
- デッドマンズ・カーブ（リネ）

2000年
- 王様と私 ※テレビ東京版
- ゴージャス
- ミステリー、アラスカ
- ワイルド・ウエスタン 荒野の二丁拳銃（ロリータ）

2001年
- エディ&マーティンの逃走人生（メイ・ローズ・アバナシー〈若年〉 / ポピー・モンゴメリー）
- ファイナル・デスティネーション
- ロード・トリップ（ロンダ / ミア・アンバー・デービス）

2003年
- アイス・ステーション（マリー）

2006年
- ブラザーズ・グリム
- レディ・イン・ザ・ウォーター

2007年
- プレスリーVSミイラ男（キャリー / ハイディ・マーンハウト）
- ボーン・スプレマシー ※日本テレビ版

2011年
- サーフィン ドッグ（デビー・ウィンスロー / ジュディ・グリア）

2018年
- ライ麦畑で出会ったら

#### テレビドラマ
1999年
- パワーレンジャー・ターボ（キャシー・チャン / パトリシア・ジャ・リー）

2000年
- パワーレンジャー・イン・スペース（キャシー・チャン / パトリシア・ジャ・リー、クイーン・マシーナ）

2001年
- チャームド 〜魔女3姉妹〜

2002年
- イヴのすべて（ホ・ヨンミ / キム・ソヨン）
- パワーレンジャー・ロスト・ギャラクシー（キャシー・チャン / パトリシア・ジャ・リー）

2003年
- 24 -TWENTY FOUR- シーズン1（パティ・ブロックス / タニア・ライト）

2006年
- スターゲイト アトランティス（ジェニファー・ケラー）

2010年
- コールドケース6（シャーロット・バトラー）

2011年
- SHERLOCK2
- リゾーリ&アイルズ2（キャスリーン・ダン）

2012年
- ソウル・サーファー（サラ・ヒル / キャリー・アンダーウッド）

#### アニメ
- マジック・スクール・バス（1999年、キーシャ）
- マジック・スクール・バスII（2000年、キーシャ）
- アンデルセン・ストーリーズ（2007年、フィオナ）